# 텐고 작전
텐고 작전(일본어: 天号作戦 텐고사쿠센[*], 영어: Operation Ten-Go)은 제2차 세계 대전 당시 태평양 전역에서 이루어진 일본 제국 해군의 마지막 대규모 작전이었다.
1945년 4월에 세계 최대의 전함인 야마토가 9척의 다른 전함들과 함께 일본을 출발하여 오키나와 전투(Battle of Okinawa)에서 연합군에 대한 자살 공격에 투입될 예정이었다. 일본군은 항공모함에서 발진한 항공기에 의하여 공격당하였으며, 결국 목적지에 도달하지 못하고 야마토함을 포함한 6척의 전함이 침몰하였다.
이 전투에서 2차 세계 대전의 태평양 전역내 미군의 항공우세와 대공방어가 없는 수상함의 취약함이 증명되었다. 또한 이 과정에서 일본은 다수의 인명피해를 수반하는 카미카제 공격을 통해서라도 연합군의 일본 본토 진주를 늦추고자 하였다.

## 배경
강력한 것으로 생각되었던 일본 제국 해군 연합함대는 동부 솔로몬 해전과 필리핀해 해전, 레이테만 전투로 이어진 1945년 초반을 지나자 수척의 전투함과 항모 및 항공요원으로 축소되었다. 연합함대 남은 전투함의 대부분은 일본 본토 있었으며, 대형함들은 주로 히로시마의 쿠루(Kuru)에 주둔하고 있었다.
연합군은 사이판과 이오지마를 발판으로 일본 본토에 대한 공격을 시작하고자 하였다. 1945년 4월 1일 오키나와에 대한 연합군 공격 대책회의에서 일본 육군 수뇌부는 히로히토 천황에게 카미카제를 포함한 대규모 항공세력에 의한 반격을 설명하였으며, 이에 히로히토는 해군의 대책을 물었다. 이에 압박을 받은 일본 해군 수뇌부는 야마토함을 포함한 남은 전투함으로 카미카제 형식의 자살 임무를 계획하게 된다.
연합함대 사령장관인 토요타 소에무 해군 대장에 의하여 입안된 작전은 야마토함과 호위함들이 오키나와 섬 서쪽에 상륙하는 미군의 지원 세력을 공격하는 것이었다. 야마토함과 호위함들은 오키나와까지 자력으로 돌파하고 히가시(오키나와 지명)와 요미탄(오키나와 지명) 사이에서 해안 포대로서 파괴될 때까지 싸운 후, 남은 승무원은 배를 포기하고 육지에서 전투를 이어나갈 계획이었다. 미해군 항모에 의하여 전개되는 항공 세력에 대항할 수 있는 공중 지원은 거의 지원될 수 없었다 작전에 참여하는 함선은 3월 29일에 쿠루를 출발하여 토쿠야마를 향하였다. 그러나 천호함대 사령관인 이토 세이이치 해군 중장은 작전을 위한 준비를 진행하면서도 이 작전이 냉비적이라고 판단하여, 휘하의 전투함들을 실제로 운용하는 것을 주저하였다.일본 제국 해군내의 다른 함대 사령관들 또한 이 작전에 부정적이었으며, 이것이 연료와 인력의 낭비가 될 것으로 생각하였다.
쿠사카 류노스케 해군 중장은 이토 중장을 포함한 연합함대 사령관들을 설득하여 작전을 받아들이도록 하기 위하여 4월 5일 도쿄에서 토쿠야마로 이동하였다. 작전에 대한 첫 번째 브리핑 후 사전에 거의 정보를 가지고 있지 않던 연합함대의 다른 함장과 사령관들도 이토 중장과 같은 이유로 작전에 반대하게 된다. 쿠사카 중장은 해군의 공격이 미군 항공모함을 분산하여 일본 육군이 계획하는 오키나와에 진출하는 미 함대에 대한 카미카제 공격을 도울수 있을 것이라고 설명하며, 일왕을 포함하는 국가 수뇌부가 해군이 오키나와 방어를 위하여 최선을 다할 것을 기대하고 있음을 강조하였다.
이와 같은 설득에 연합함대 사령관들은 수동적으로 작전을 받아들이게 되었다. 승무원들에게는 작전을 설명한 후 참여하지 않을 수 있도록 선택지가 주어졌으나, 참여하지 않은 승무원은 없는 것으로 알려졌다. 그러나 병들거나 허약하거나 신입인 80명의 승무원은 하선 명령을 받았다. 남은 승무원들은 임무에 대비한 훈련을 받게 되었으며, 대부분은 피해 복구 절차(damage-control proceduers) 연습이었다. 자정에 함대에 연료가 보충되었다. 오키나와에 도착하는 편도 여정을 위한 연료 보충이 명령되었으나, 토쿠야마 항에 남은 거의 모든 연료가 보급된 것으로 알려져 있다. 오키나와에서 다시 일본 본토로 돌아올 가능성은 거의 없었지만, 일종의 묵시적인 항명이었던 것으로 보인다.

## 전투

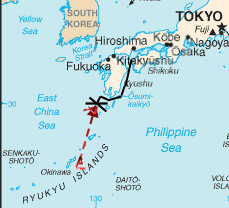
일본 함대의 경로 (검은 실선) and 미군 함대의 경로 (붉은 점선).

4월 6일 16시에 이토 세이이치의 지휘하에서 야마토와 경순양함인 야하기(Yahagi)외 8 척의 구축함이 작전 수행을 위하여 토쿠야마를 출항하였다. 미 해군 잠수함인 트래드핀(USS Threadfin)과 해클백(USS Hackleback)은 분고 수도를 통하여 남하하는 일본 함대를 포착하였다. 잠수함의 느린 속력 때문에 직접 공격하지는 못했지만, 트래드핀함과 해클백함은 일본 함대를 추적하며 항로를 미해군 함대에 전달하였다. 잠수함의 무선은 암호화되어 있지 않았던 것으로 알려져 있으며, 일본 함대 측에도 수신 되었다.
4월 7일 새벽에 일본군은 규슈에서 출발하여 오키나와로 가기 위하여 오스미반도를 지나 큰 바다로 나가며, 방어 진형을 편성하였다. 경순양함 야하기가 선두에 서고 다른 8척의 구축함이 야하기함과 야마토함을 원형으로 둘러싼 형태였다. 각 전투함 사이의 거리는 1,500 m였으며, 20kn로 순항하였다. 일본 구축함인 아사시모(Asashimo)가 엔진 고장을 일으켜 회항하였다. 미군 정찰기가 주력함을 추적하기 시작하였다. 오전 10시에 일본군은 서쪽으로 항로를 돌렸으며, 마치 철수하는 것처럼 보였다. 그러나 오전 11시 30분에 2기의 미군 수상정찰폭격기 PBM Mariner에 탐지된 후 다시 오키나와를 향해 침로를 변경하였다.
4월 7일에 접적 보고를 받은 미 해군 5함대 사령관 레이먼드 A. 스프루언스(Raymond Spruance)는 54 기동함대(Task Force 54)에 일본군을 중도 차단하고 섬멸할 것을 명령하였다. 54 기동함대는 해안 포격 임무 수행 예정이었으며, 모톤 데요(Morton Deyo) 제독의 지휘 아래 경험 많은 전투함들로 구성되어 있었다. 그러나 58 기동함대(Task Force 58)의 마크 A. 미쳐(Mark A. Mitcher) 제독이 선수쳤다. 미쳐 제독은 휘하의 항모에서 대규모 항공 타격 세력의 발진이 끝나기 전까지 스푸루언스에게 보고도 하지 않았다.

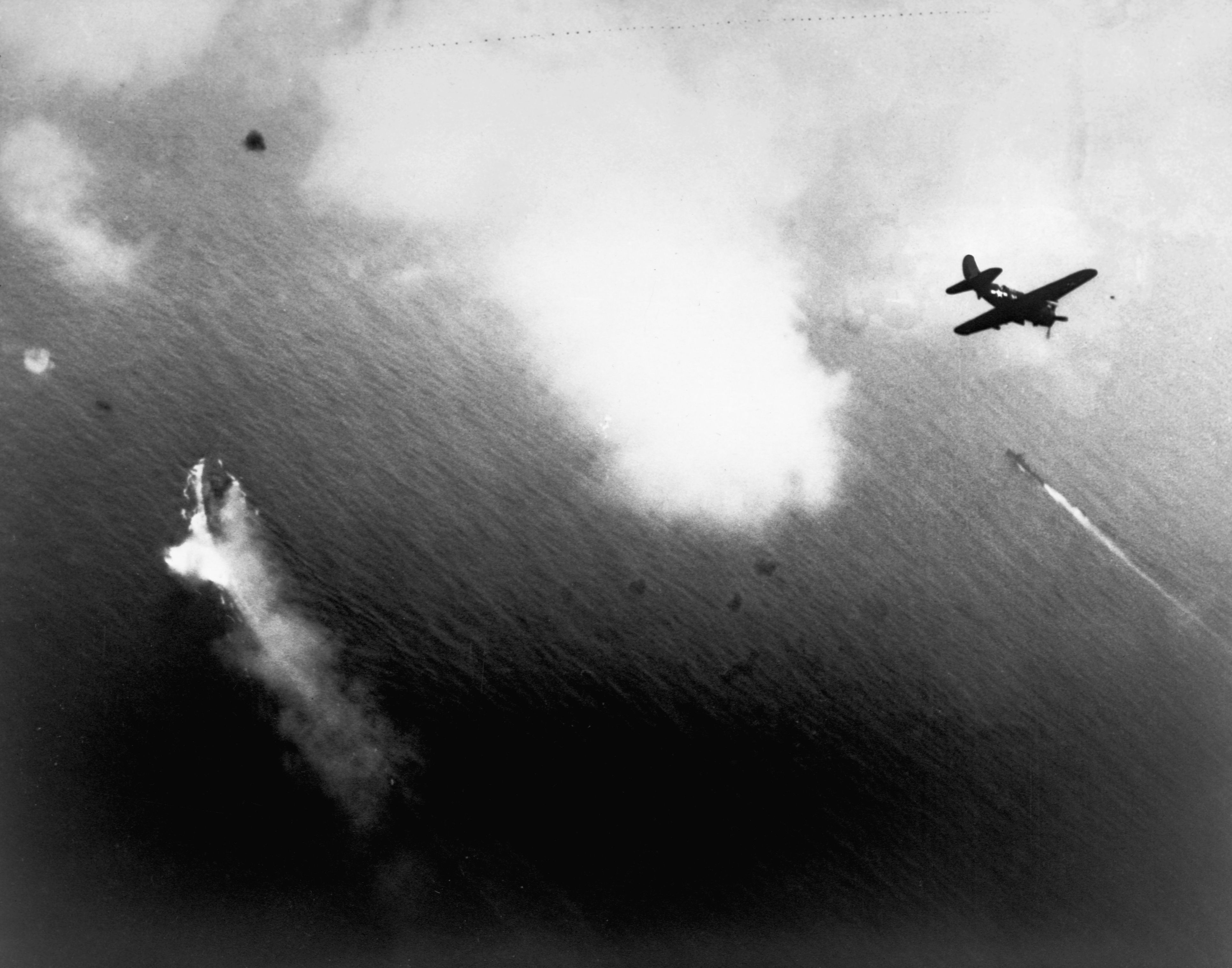
미군 커티스 SB2C 핼다이버 급강하 폭격기가 사진 왼쪽 중앙의 야마토함을 공격하고 있다. 사진 우측 중앙에 일본 구축함이 보인다.

4월 7일 오전 10시경 58 기동함대 1 함대전투단(Task Groups 58.1, TG 58.1)과 3 함대전투단(TG 58.3)은 오끼나와 동쪽에 위치하던 8척의 항모에서부터 400기에 이르는 항공기를 발진시켰다(각 함대전투단 소속 항모 이름 - TG 58.1: USS 호넷(USS Hornet(CV-12)), USS 베닝턴(USS Bennington(CV-20)), USS 벨류우드(USS Belleau Wood), USS 산호시토(USS San Jacinto); TG 58.3 USS 에섹스(USS Essex), USS 벙커힐(USS Bunker Hill), USS 헨콕(USS Hancock), USS 바탄(USS Bataan)). 공격제대는 F6F 헬캣(F6F Hellcat), F4U 콜세어 전투기, SB2C 헬다이버 급강하폭격기(SB2C Helldiver dive bombers), TBF 어벤져 뇌격기(TBF Avenger torpedo bombers)로 이루어져 있었다. 스푸루언스는 미쳐 제독의 공격 계획을 항공기 발진 이후에 승인하게 된다. 후속계획으로 스푸루언스는 데요 제독에게 6적의 전함(USS 메사추세츠(USS Massachusetts), USS 인디에나(USS Indiana), USS 뉴저지(USS New Jersey), USS 사우스다코타(USS South Dakota), USS 위스콘신(USS Wisconsin), USS 미주리(USS Missouri))과 7척의 순양함(전투순양함인 USS 알래스카(USS Alaska)와 USS 괌(USS Guam)을 포함) 및 21척의 구축함으로 하여금 공중공격이 성공적이지 않을 경우를 대비하여 야마토함과의 수상 교전을 대비하도록 하였다.
정오 무렵, F6F 핼켓과 F4U 콜세어 전투기로 이루어진 1번째 미 해군 항공기가 야마토에 접촉하였으며, 공중전을 예상하였으나 일본군 전투기는 보이지 않았다.
곧, 일본 함대가 항공 엄호세력이 없다는 것을 확인한 미군 항공기들은 일본 전투함에 자유롭게 접근할 수 있게 된다. 2시간 거리의 오키나와에서 날아온 미군 폭격기와 뇌격기는 대공화기 사정 거리 밖에서 공격 대형을 정비할 여유를 가지게 된다. 일본군 함교에서 12시 32분에 처음으로 관측된 미군 항공기 1파는 우현 5도, 높이 8, 거리 4375 야드에서 우현 방향으로 이동하고 있었다. 2분 뒤에 야마토함은 460 mm 주포 사격을 게시하였다. 일본 함대는 지그재그 항로를 버리고 속도를 24 kn로 높이며, 회피기동과 함께 대공화기 사격을 시작하였다. 야마토함은 150여문에 달하는 대공화기를 가지고 있었으며, 이 중 460 mm 주포는 특별히 개발된 "보통 3식(Common Type 3, Sanshiki)" 고사포탄을 사용하였다. 미군 뇌격기들은 목표함이 전복될 가능성을 높이기 위하여 주로 우현으로 접근하였다.

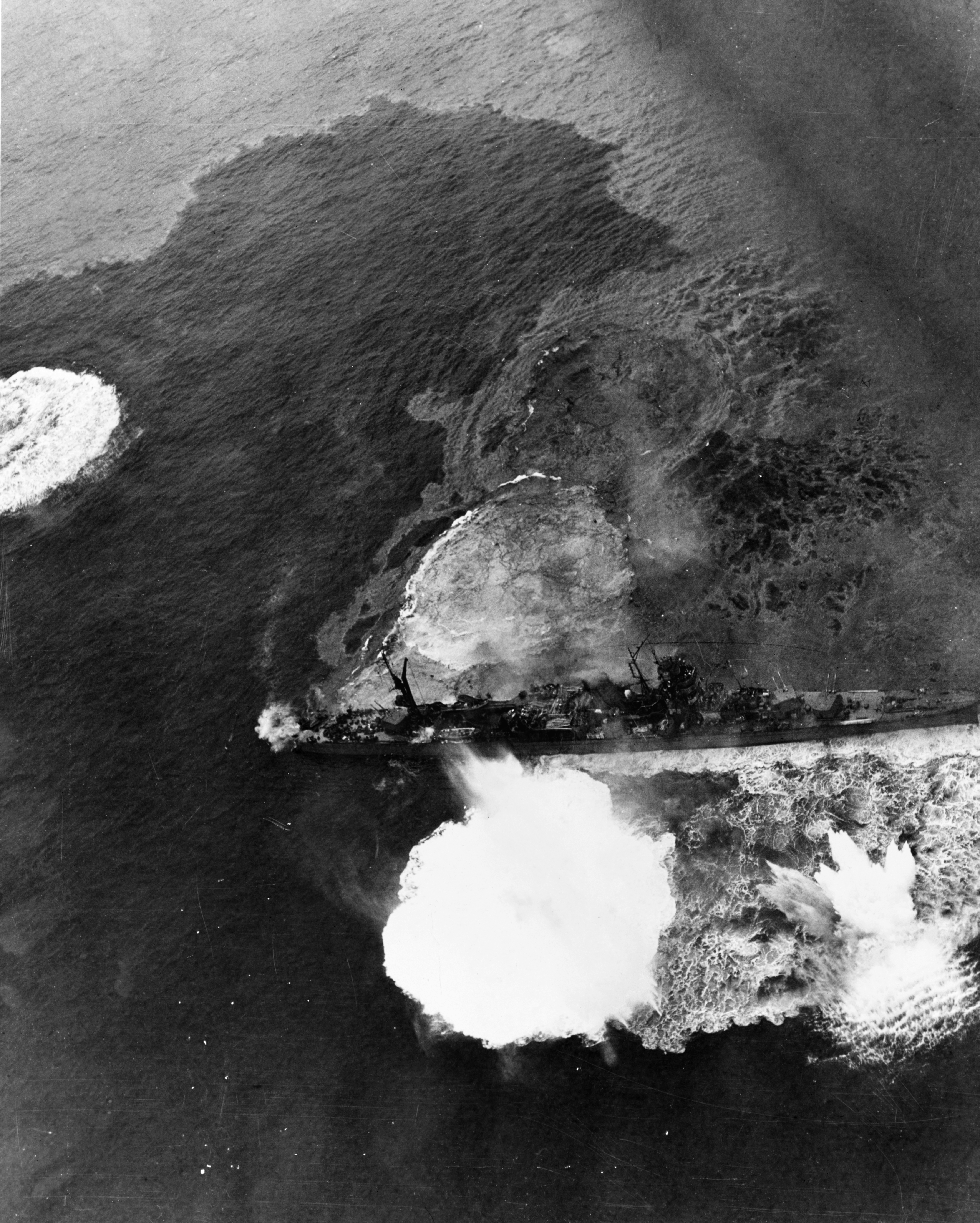
폭탄과 어뢰의 집중 공격을 받는 일본 해군 경순양함 야하기.

오후 12시 46분에 경순양함 야하기의 엔진실에 어뢰가 명중하여 엔진실 승조원 전원이 사망하고 함이 정지하게 된다. 야하기함은 이어지는 항공 공격에서 적어도 6발의 어뢰와 12발의 폭탄에 피격된다. 일본 해군 구축함 이소카제(Isokaze)가 야하기함을 돕기 위하여 접근하였으나, 집중 공격을 받은 후 침몰한다. 야하기함 역시 전복되고 오후 2시 5분경에 침몰한다.
첫 번째 공격 과정에서 야마토함은 치열한 회피기동을 수행하여 대부분의 어뢰와 폭탄을 피하였으나 2발의 철갑탄과 한발의 어뢰에 맞는다. 이 과정에서 함의 속력은 떨어지지 않았으나, 상부 구조물에 진화 노력에도 불구하고 꺼지지 않는 심한 화재가 발생하게 된다. 이 화재에 의한 연기가 이후 미군 항공기에게 좋은 표적 역할을 하게 된다. 또한 첫 번째 공격 과정에서 일본 해군 구축함인 하마카제(Hamakaze)와 스즈츠키(Suzutsuki)가 심하게 손상을 입었으며, 하마카제함은 차후에 침몰하게 된다.스즈츠키는 이후 사세보 항으로 돌아갔으나 너무 심각한 피해를 입은 후여서 결국 구조물들을 철거해 방파제로 전용되었다.
오후 1시 정각에 야마토함은 항로를 정남쪽으로 바꾸었다.

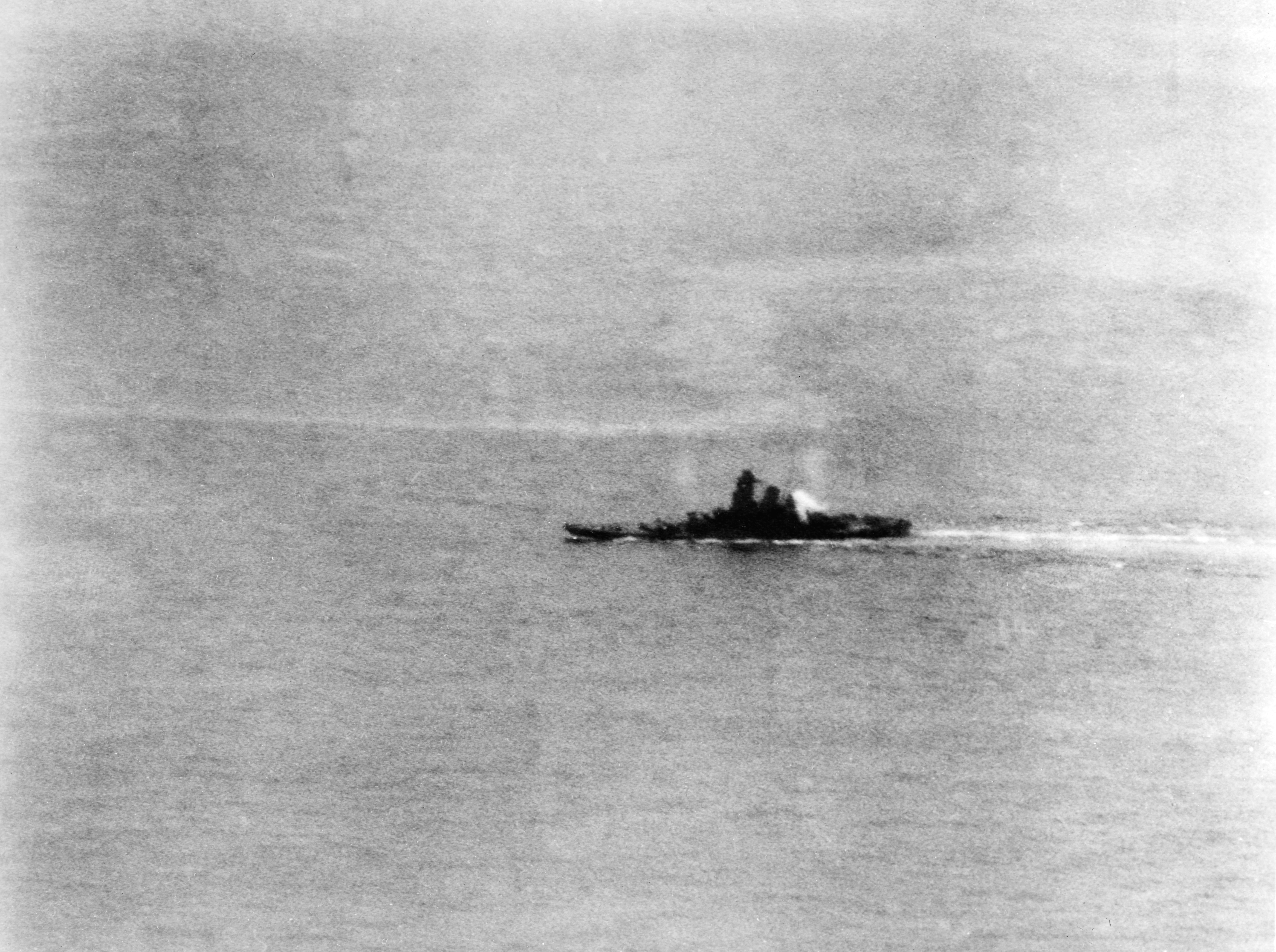
야마토함이 우현으로 기울고 있으며, 화재가 발생하였다.

오후 1시 20분에서 2시 15분 사이에 미군 항공기에 의한 2번째 공격과 3번째 공격이 진행되었으며, 야마토함에 특히 공격이 집중되었다. 이 과정에서 야마토함은 적어도 8발의 어뢰와 15발의 폭탄에 피격된다. 폭탄은 전투함 상부면에 큰 피해를 주었으며, 특히 포조준기(gun director)를 파괴한다. 이후에 야마토함의 대공사격은 개별적으로 수동으로 이루어지게 되어 효율이 크게 떨어지게 된다. 함의 우측에 집중된 어뢰 공격은 야마토함을 전복 직전까지 몰고 갔다. 피해통제실은 폭탄에 의해 파괴되어 방수 작전이 적절히 수행되지 못하였다. 오후 1시 33분에 야마토함의 피해복구반은 전복을 막기 위하여 좌현의 엔진실과 보일러실을 고의로 침수시킨다. 이 과정에서 해당 구역에 근무하던 수백명의 승조원은 연락을 받지 못하고 영문도 모른체 희생되었으나, 함은 당장의 전복을 면하게 된다. 좌현 엔진이 정지되고 해당 구역에 들어찬 물의 무게가 더해지면서 야마토함은 10kn까지 속력이 줄어들게 된다. 또한 이때에 58 기동함대에서는 다시 110기의 항공기가 발진하고 있었다. 20기의 어벤져가 우현 60도 방향에서 어뢰를 발사하였으며, 야마토함은 회피를 위하여 우현으로 급격하게 선회하였다. 그러나 3발의 어뢰가 선체의 중앙부에 명중하였고, 야마토함의 방향타는 우현으로 최대한 꺾어진 상태로 망가지게 된다.
야마토함이 점점 느려지고 쉬운 목표물이 되자 미 해군 뇌격기들은 함의 조향을 방해하기 위하여 방향타와 고물(배의 뒷부분) 부분에 공격을 집중하여 성공하게 된다. 오후 2시 2분에 야마토함이 더 이상 조정이 불가능하며, 침몰할 것임을 보고 받은 이토 제독은 작전 취소와 퇴함을 명령하고, 구조 작전을 실시한다. 야마토함의 무전기가 파괴되어 함대의 다른 전투함들에게는 깃발신호로 같은 명령을 전달한다.

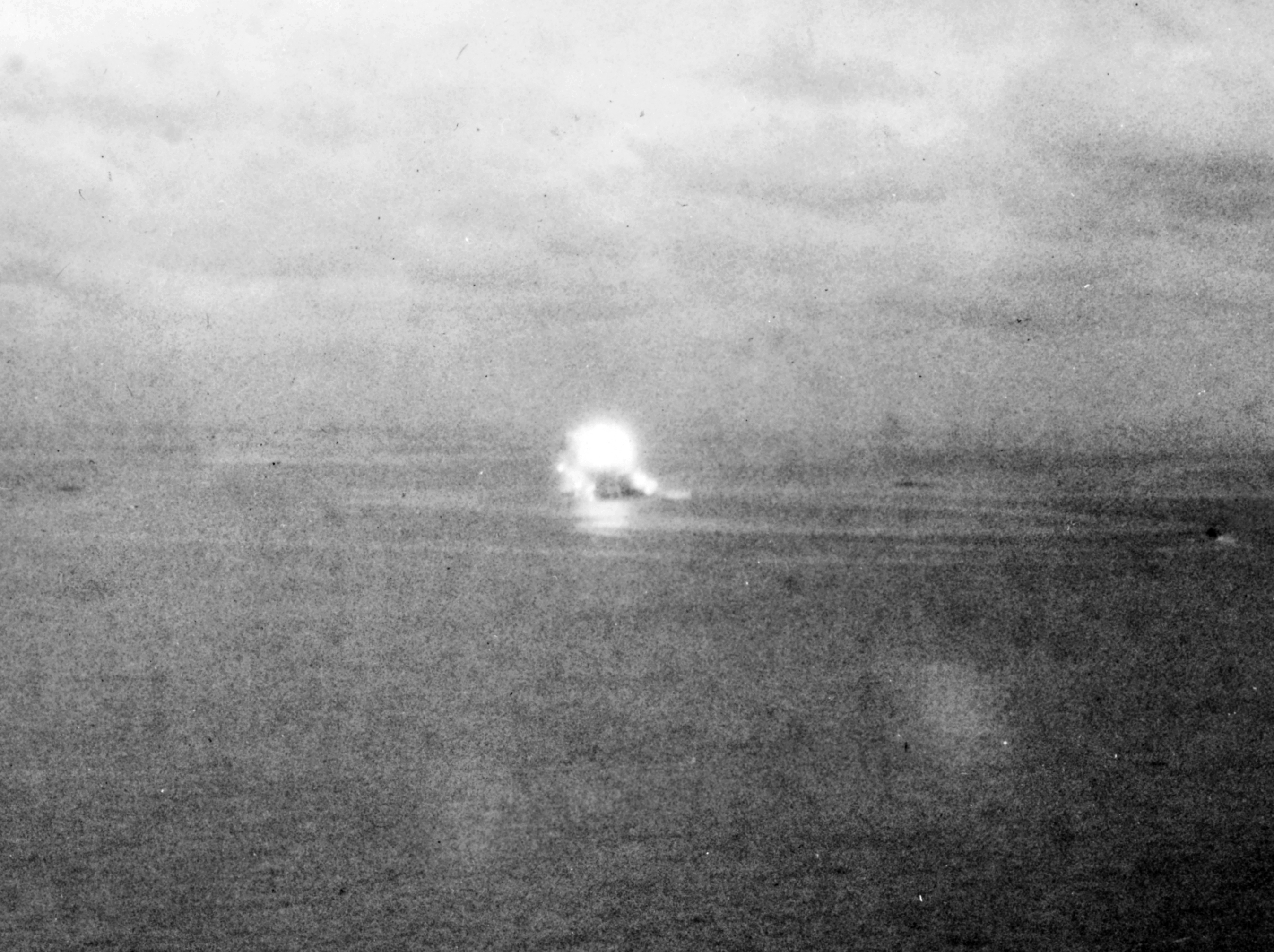
야마토함의 폭발 장면을 찍은 것으로 알려진 유일한 사진. 야마토함은 다수의 폭탄과 어리 공격을 받고 침몰하였다.

오후 2시 5분에 야마토함은 완전 정지하였으며, 전복하기 시작하였다. 이토 제독과 아루가 함장은 남은 생존자들과 함께 함을 떠나기를 거부하였다. 오후 2시 20분에 야마토함은 완전히 전복하였으며, 침몰하기 시작하였다.(북위 30° 22′  동경 128° 04′  / 북위 30.367°  동경 128.067° ) 오후 2시 23분에 야마토함에서 격렬한 폭발이 발생하였으며, 이 폭발은 200km 떨어진 가고시마에서도 관찰 되었다고 보고 되었다. 또한 이때 발생한 버섯구름은 6,000m 높이로 치솟았다. 이 폭발에 몇몇 미군 항공기도 휘말려서 추락한 것으로 알려져 있다. 이 폭발은 함의 주 탄약고에 화재가 전달되며 발생한 것으로 생각된다.
항으로 돌아가기 위하여 노력하는 과정에서 일본 해군 구축함인 아사시모(Asashimo)가 폭격을 받고 침몰하였다. 일본 해군 구축함인 카스미(Kasumi) 역시 항공 공격으로 심각한 피해를 입고 다른 구축함에 의해 예인되어야 했다. 스즈츠키(Suzutsuki)함은 이물에 심각한 피해를 입었지만 거꾸로 항해하여 사세보항으로 돌아갈 수 있었다.
상대적으로 피해를 덜 입은 남은 세척의 일본 해군 구축함(후유즈키(Fuyuzuki), 유키카제, 하츠시모(Hatsushimo))은 야마토함 생존자 280명을 구조할 수 있었으며 야하기함 승무원 1,000명 가운데 555명, 이소카제함, 하마카제함, 쿠수미함으로부터 800명 이상의 승조원을 구조하였다. 야마토함의 승조원은 2,750명에서 3,300명 사이였던 것으로 알려져 있으나 정확하지는 않다. 3,700~4,250명의 일본 해군이 전사하였다. 세척의 구축함은 생존자들과 사세보로 귀항하였다.

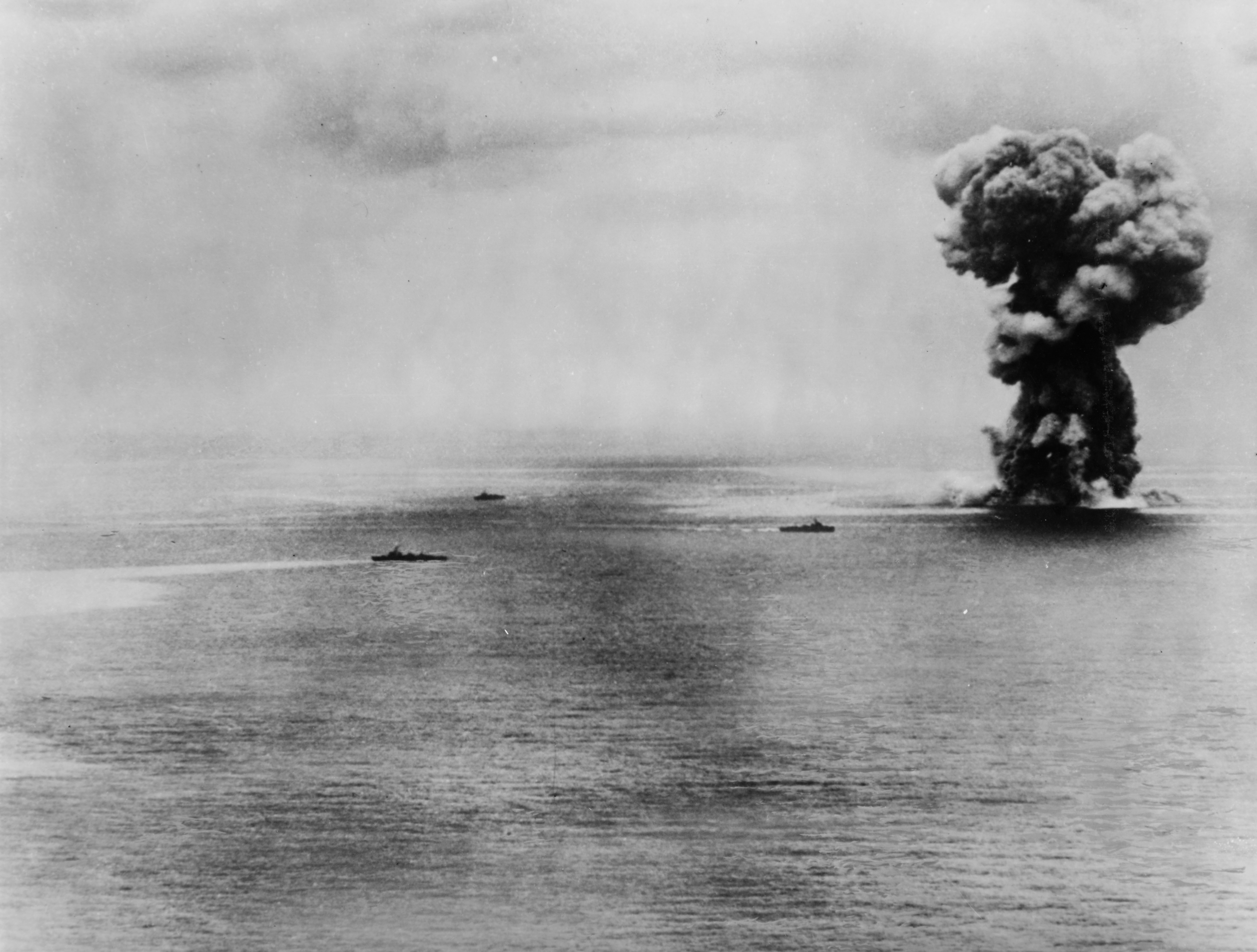
대폭발 직후의 야마토함

총 10기의 미군 항공기가 일본 해군 대공화기에 격추되었으며, 일부 조종사는 수상기나 잠수함에 의하여 구조되었다. 미군 측 전사자는 12명이었다. 일본군 생존자에 따르면, 미군 전투기가 물 위에 떠 있는 일본군 생존자에 기관총 사격을 가했다고 한다. 다른 한편으로 일본군 구축함이 생존자를 구조하는 동안 미군 항공기의 공격이 중단되었다는 증언도 있다.
천호작전 중에 일본군은 오키나와에서 미 해군 함대에 항공 공격을 가하였으나, 전투함을 침몰시키는데 실패하였다. 4월 7일 중에 115기의 일본군 항공기가 공격에 가담하였으며, 대부분은 카미카제 공격이었다. 카미카제 공격은 USS 핸콕(USS Hancock), 전함 USS 메릴랜드(USS Maryland), 구축함 USS 베넷(USS Bennett)에 명중하였으며, 메릴랜드함과 베넷함에 상당한 피해를 가하였다. 이 공격에서 일본군은 100여기의 전투기를 상실한다.

## 전후
천호 작전은 일본 제국 해군이 2차 세계 대전 중 진행한 마지막 대규모 작전이었다. 이후 남은 전쟁기간 중에 일본 해군은 전세에 거의 관여하지 못하게 된다. 스즈츠키(Suzutsuki)함은 수리 되지 않았다. 후유즈키(Fuyuzuki)은 수리되었으나 1945년 8월 20일 모지에서 미군의 공중 투하 지뢰에 피격된 후 수리되지 않는다. 유키카제함은 전쟁 기간 동안 거의 피해를 입지 않았다. 하츠시모(Hatsushimo)함은 1945년 7월 30일에 마이주루 근처에서 미군의 공중 투하 지뢰에 피격된 후 침몰하였으며, 이것은 129번째이자 마지막으로 침몰한 일본군 구축함이었다. 메릴랜드함은 이어지는 카미카제 공격때문에 전선에서 이탈하였다.
오키나와는 치열한 해안 전투 끝에 1945년 6월 21일에 연합군에 의하여 점령되었다. 일본군은 1945년 8월 두번의 원폭투하 이후 항복하였다. 레이테만 전투에서 시작하여 천호작전과 오키나와 전투에서 이어진 일본군 수뇌의 자살공격 전술에 의한 일본 방어 의지와 이에 따른 일본측의 인적 피해는 미국이 원자폭탄 사용을 결심한 하나의 이유가 된 것으로 알려져 있다.
천호작전에 참여한 일본 제국군의 이야기는 현대 일본에서 조국을 지키기 위하여 헌신적이고 용감하며 자기 희생적인 모습의 표상으로서 다양한 문화적 형태로 재생산되어 소비되고 있다. 그와 같은 현상의 배경 가운데는 '야마토'라는 이름이 가지는 일본 제국 시대의 종언에 따르는 시적 은유가 포함되어 있는 것으로 보인다.

## 참고 문헌
- Feifer, George (2001). 〈Operation Heaven Number One〉. 《The Battle of Okinawa: The Blood and the Bomb》. The Lyons Press. ISBN 1-58574-215-5.
- Garzke, William H.; Dulin, Robert O. (1985). 《Battleships: Axis and Neutral Battleships in World War II》. Annapolis, Maryland: Naval Institute Press. ISBN 0-87021-101-3. OCLC 12613723.
- Hara, Tameichi (1961). 〈The Last Sortie〉. 《Japanese Destroyer Captain》. New York & Toronto: Ballantine Books. ISBN 0-345-27894-1. A first-hand account of the battle by the captain of the Japanese cruiser Yahagi.
- Jentschura, Hansgeorg; Dieter Jung and Peter Mickel (1977). 《Warships of the Imperial Japanese Navy, 1869-1945》. Annapolis, Maryland: United States Naval Institute. ISBN 0-87021-893-X.
- Ōi, Atsushi (1992). 《Kaijo Goeisen》. Asahi Sonorama. ISBN 4-05-901040-5.
- Skulski, Janusz (1989). 《The Battleship Yamato》. Annapolis, Maryland: Naval Institute Press. ISBN 0-87021-019-X.
- Spurr, Russell (1995). 《A Glorious Way to Die: The Kamikaze Mission of the Battleship Yamato, April 1945》. Newmarket Press. ISBN 1-55704-248-9.
- Yoshida, Mitsuru; Richard H. Minear (1999). 《Requiem for Battleship Yamato》. Annapolis, Maryland: Naval Institute Press. ISBN 1-55750-544-6.  A first-hand account of the battle by Yamato's only surviving bridge officer.